# Chrismopteryx expolita
Chrismopteryx expolita är en fjärilsart som beskrevs av Louis Beethoven Prout 1910. Chrismopteryx expolita ingår i släktet Chrismopteryx och familjen mätare. Inga underarter finns listade i Catalogue of Life.